# رده‌بندی شکلی

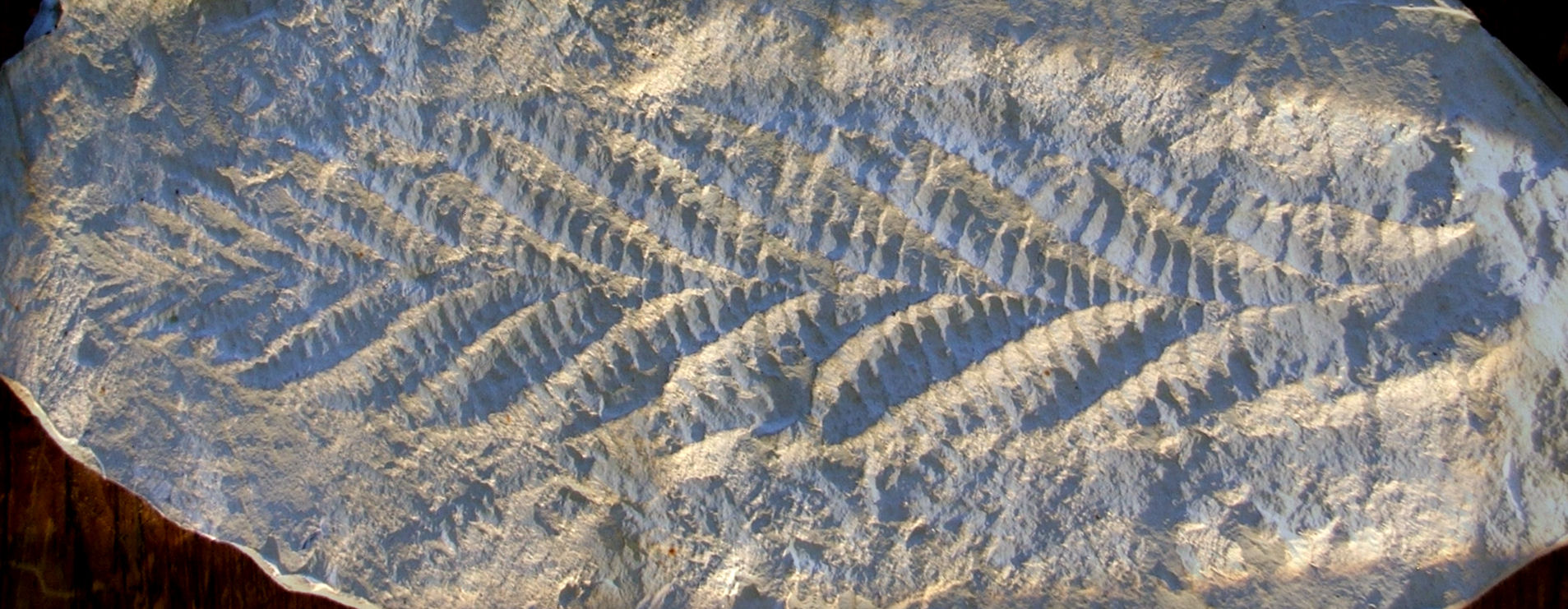
Charniaی وندوزوایی سرشت واقعی یا تبارزایی وندوزوآ مشخص نیست که سبب تشکیل گونه‌ها می‌شود

رده‌بندی شکلی (به انگلیسی: Form classification)، رده‌بندی جانداران بر پایهٔ ریخت‌شناسی آنها است که لزوماً روابط زیست‌شناختی آنها را بازتاب نمی‌دهد. رده‌بندی شکلی، به‌طور کلی محدود به دیرین‌شناسی، نشان‌دهنده نبود قطعیت است. هدف علم انتقال «آرایه‌های شکلی» به گونه‌های زیست‌شناختی است که قرابت آن مشخص است.
- سنگواره‌های چوبی ممکن است نام‌های عمومی داشته باشند که با xylon پایان می‌یابند.
- نام‌های عمومی سنگواره‌های برگی که به -phyllum پایان می‌یابند.
- نام‌های عمومی سنگواره‌های میوه‌ای که به -carpon، -carpum یا -carpus پایان می‌یابند.
- نام‌های عمومی سنگواره‌های گرده‌ای که به -pollis یا -pollenoides پایان می‌یابند.